# Commensurabiliteit
In de wiskunde heten twee reële getallen {\displaystyle a} en {\displaystyle b}, beide ongelijk aan nul, commensurabel (Latijn: gezamenlijk meetbaar), als hun quotiënt een rationaal getal is.  Dat houdt in dat beide getallen een (geheel) veelvoud zijn van eenzelfde reëel getal {\displaystyle c}. Er zijn dus gehele getallen {\displaystyle m} en {\displaystyle n}, en een reëel getal {\displaystyle c}, zodat:
{\displaystyle a=mc} en {\displaystyle b=nc}
De verhouding van {\displaystyle a} en {\displaystyle b} is dus een rationaal getal:
{\displaystyle {\frac {a}{b}}={\frac {m}{n}}\in \mathbb {Q} }
Als er geen gemeenschappelijke maat {\displaystyle c} is, hoe klein ook, dan heten de getallen {\displaystyle a} en {\displaystyle b} incommensurabel; hun verhouding is dan een irrationaal getal.
De term 'incommensurabel' komt direct uit de Elementen van Euclides en heeft betrekking op het meten van afstanden met echte meetlatten. De Griekse wiskunde was direct op de aanschouwelijke meetkunde gebaseerd, en deze aanschouwelijkheid werd door de incommensurabiliteit doorbroken.

## Voorbeelden
- {\displaystyle {\sqrt {3}}} en {\displaystyle {\sqrt {12}}=2{\sqrt {3}}} zijn commensurabel.

Pentagram

- Alle natuurlijke getallen zijn commensurabel; zij hebben de vergelijkingsmaat 1.
- Eindige aantallen breuken zijn commensurabel, want zij kunnen op één noemer {\displaystyle N} gebracht worden; een mogelijke vergelijkingsmaat is {\displaystyle c={\tfrac {1}{N}}}.
- Alle irrationale getallen zijn incommensurabel met de breuken.
- De zijde {\displaystyle a} van een vierkant en de lengte {\displaystyle d} van een diagonaal  zijn incommensurabel, want volgens de stelling van Pythagoras is {\displaystyle d/a={\sqrt {2}}}, dus irrationaal.[1]
- Incommensurabele lengten zijn ook te vinden in een pentagram, zoals de afstanden AD en BC in de figuur.